# Fortalesa camperola de Saschiz

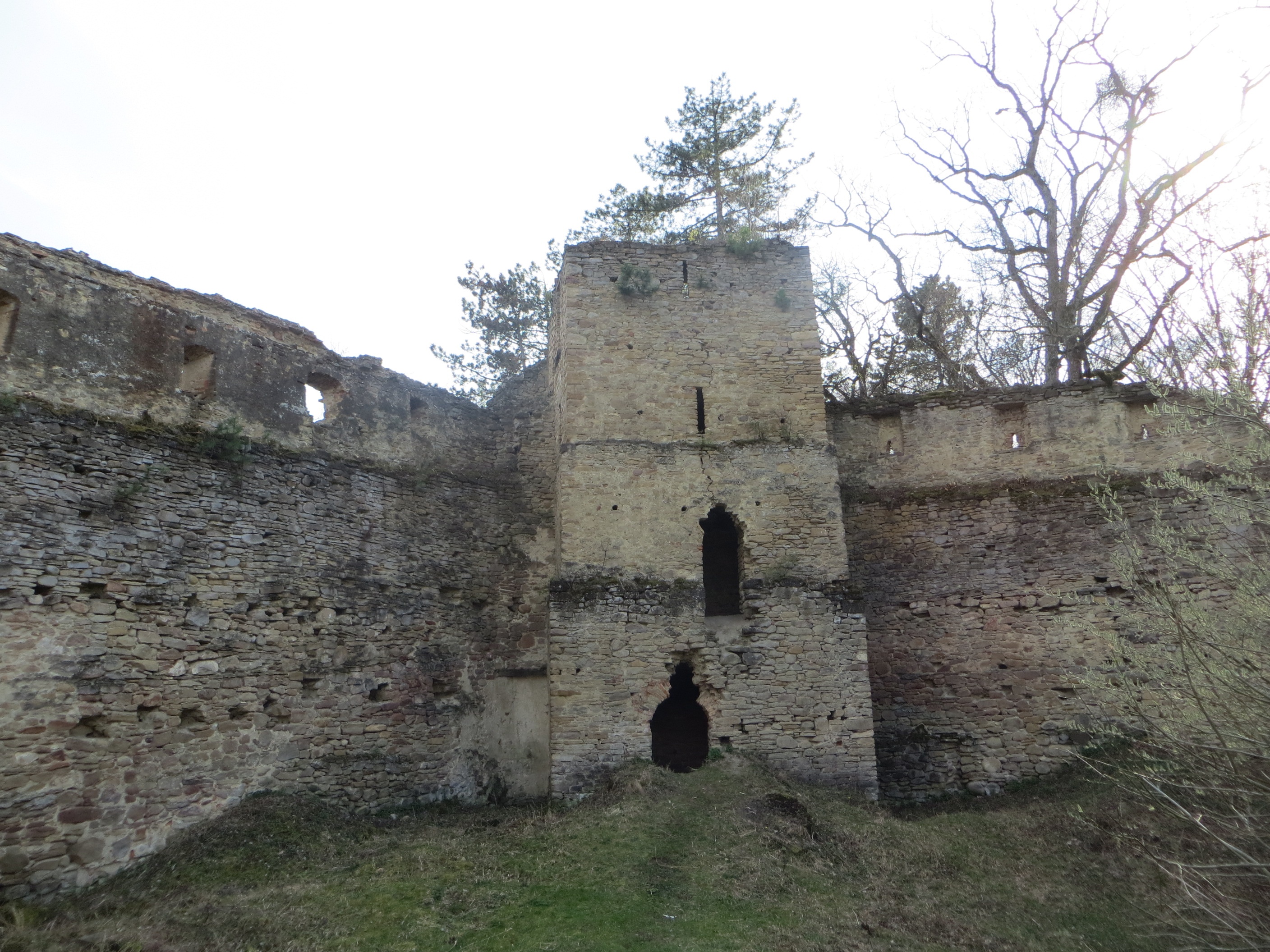

La fortalesa camperola de Saschiz va ser una fortalesa saxona construïda l'any 1347 a 4 quilòmetres al nord de Saschiz en un turó en el dialecte saxó de Burchreech, que servia de refugi als locals en cas d'invasions, alhora, i per a l'emmagatzematge d'aliments, com assegura un règim tèrmic adequat.

## Descripció
La Fortalesa Camperola situada en un altiplà de 681,5 metres d'alçada ocupa una superfície de 5000 metres quadrats. La forma de la fortalesa és polígon irregular amb una longitud màxima de 90 m i una amplada màxima de 52 m. La paret del recinte era de fins a 10 m d'alt i sis torres van ser construïdes en llocs estratègics: la Wächterturm, la Torturm, del Capellà Torre (Pfarrerturm), la Torre Voivodal (Fürstenturm), la munició / Torre de la Pólvora (Pulverturm) i l'Escola Torre (Schulturm). A l'interior de la fortalesa també hi havia un estany i una font de 50 m de profunditat, que la llegenda explica que tenia enllaços per un túnel subterrani amb l'església fortificada.

## Monument històric
El mur de tancament es va reforçar originàriament (sec. XV-XVI) amb tres torres: la torre de la porta, la torre de l'escola al costat sud i la torre del voivodat al costat nord. Posteriorment, els extrems nord-est i sud-est es van reforçar amb la construcció de dues torres més, conegudes com a torre del sacerdot, a mitjans de segle. XVI, respectivament la torre de municions, a principis de segle. XVII. Posteriorment, es va construir un zwinger a la zona d'entrada, reforçat al sud per una sisena torre, la torre de guàrdia.
Durant la invasió otomana, la fortalesa dels camperols era un lloc de refugi on els nobles dels assentaments veïns dipositaven les seves riqueses. Georgius Krauss va assenyalar que els béns d'or i plata dipositats valien 135 marcs de plata, uns 249 quilograms d'or. A més, es van dipositar 820 tàlers i 3.200 florins, arnesos de cavalls, llances i espases de plata, fet que demostra que la fortalesa era segura i difícil de conquerir.
A causa de la considerable distància entre la llar del poble i el turó sobre el qual s'aixecava la Fortalesa Camperola, amb el temps, l'església fortificada del poble es va convertir en el principal lloc de refugi dels vilatans, perdent importància la fortalesa.
La fortalesa va ser ben mantinguda pels saxons fins al 1940, quan Hitler els va ordenar que es traslladessin a Alemanya sota el lema Heim ins Reich. Després de la deportació dels alemanys de Romania a la Unió Soviètica el 1945, la destrucció de la fortalesa va començar pels habitants no alemanys de Saschiz, que la van utilitzar com a font de materials de construcció. Així es va arruïnar i oblidar.
Només l'any 2004, després que l'ajuntament va netejar el vessant de l'antiga fortalesa saxona d'arbres i brots, amagat a la vista durant anys, la fortalesa es va tornar a veure des de la vall i domina solemnement el Saskatchewan. Amb l'aportació dels voluntaris es va arranjar el camí que portava a la fortalesa (esglaons, bancs, papereres).
Segons un estudi de viabilitat, la restauració de la Fortalesa Camperola de Saschiz a l'escenari on es trobava l'any 1965, quan va ser abandonada, costaria fins a sis milions d'euros, incloent-hi la rehabilitació del camí d'accés i la implantació de serveis públics.
La fortalesa és un monument històric, amb el codi MS-II-mA-15780.